# Konstanty Samuel Lipski
Konstanty Samuel Lipski herbu Łada (ur. ok. 1622 roku – zm. 14 marca 1698 roku) – duchowny katolicki, w latach 1681 - 1698 arcybiskup lwowski obrządku łacińskiego, dziekan gnieźnieński, kanonik gnieźnieńskiej kapituły katedralnej  w 1640 roku, opat jędrzejowski.

## Życiorys
Był osobą dobrze wykształconą, studiował w Krakowie, Grazu i Perugii. Przechodząc kolejne szczeble kariery duchownej został prepozytem krzemienieckim, kanonikiem gnieźnieńskim, sandomierskim i wieluńskim, oraz opatem jędrzejowskim. Był związany z dworem i kancelarią królewską, za czasów Władysława IV pełnił funkcję sekretarza królewskiego. Był elektorem Michała Korybuta Wiśniowieckiego z województwa rawskiego w 1669 roku. W 1674 był administratorem archidiecezji gnieźnieńskiej. 17 marca 1681 prekonizowany arcybiskupem lwowskim. Przyczynił się do odbudowy kilku kościołów i wyposażenia katedry. Po zerwanym sejmie konwokacyjnym 1696 roku przystąpił 28 września 1696 roku do konfederacji generalnej. 5 lipca 1697 roku podpisał w Warszawie obwieszczenie do poparcia wolnej elekcji, które zwoływało szlachtę na zjazd w obronie naruszonych praw Rzeczypospolitej. Był uczestnikiem rokoszu łowickiego 1697 roku. W 1697 roku został wyznaczony senatorem rezydentem.
Pochowany w archikatedrze Wniebowzięcia NMP we Lwowie.